# Masters de Madrid 2014
El Mutua Madrid Open 2014 es un torneo de tenis ATP World Tour Masters 1000 en su rama masculina y WTA Premier Mandatory en la femenina. Se disputó en Madrid (España), en canchas de tierra batida, en el recinto de la Caja Mágica; siendo al lado del Internazionali BNL d'Italia las grandes citas previas al Segundo Grand Slam del año el Torneo de Roland Garros.

## Puntos y premios en efectivo

### Distribución de puntos
| Evento                  | G    | F   | SF  | CF  | Ronda de 16 | Ronda de 32 | Ronda de 64 | Q  | Q2 | Q1 |
| Individuales Masculinos | 1000 | 600 | 360 | 180 | 90          | 45          | 10          | 25 | 16 | 0  |
| Dobles Masculinos       | 1000 | 600 | 360 | 180 | 90          | 0           | —           | —  | —  | —  |
| Individuales Femeninos  | 1000 | 650 | 390 | 215 | 120         | 65          | 10          | 30 | 20 | 2  |
| Dobles Femeninos        | 1000 | 650 | 390 | 215 | 120         | 10          | —           | —  | —  | —  |

### Premios en efectivo
Los premios en efectivo del Mutua Madrid Open 2014 van a incrementarse significativamente en comparación al del año pasado, con premios para los varones de €4,625,835 y para las damas de €4,033,254. Todos los Premios se entregarán en Euros.
| Evento                  | G            | F            | SF           | CF          | Ronda de 16 | Ronda de 32 | Ronda de 64 | Q2         | Q1         |
| Individuales masculinos | € 698,720.00 | € 342,600.00 | € 172,425.00 | € 87,680.00 | € 45,530.00 | € 24,005.00 | € 12,960.00 | € 2,985.00 | € 1,520.00 |
| Individuales femeninos  | € 698,720.00 | € 342,600.00 | € 172,425.00 | € 87,680.00 | € 45,530.00 | € 21,600.00 | € 10,140.00 | € 2,790.00 | € 1,350.00 |
| Dobles masculinos       | € 216,380.00 | € 105,943.00 | € 53,140.00  | € 27,270.00 | € 13,800.00 | € 7,101.00  | —           | —          | —          |
| Dobles femeninos        | € 216,380.00 | € 105,943.00 | € 53,140.00  | € 27,270.00 | € 13,800.00 | € 7,101.00  | —           | —          | —          |

## Cabezas de serie

### Individuales masculino

#### cabeza de series
| Semb. | Rk. | Jugador            | Puntos Antes | Puntos a Defender | Puntos Ganados | Puntos Después | Actuación en el Torneo                           |
| ----- | --- | ------------------ | ------------ | ----------------- | -------------- | -------------- | ------------------------------------------------ |
| 1     | 1   | Rafael Nadal       | 12,900       | 1,000             | 1,000          | 12,900         | Campeón, venció a Kei Nishikori [10]             |
| 3*    | 3   | Stanislas Wawrinka | 6,375        | 600               | 10             | 5,785          | Segunda ronda, perdió ante Dominic Thiem [Q]     |
| 5**   | 5   | David Ferrer       | 4,850        | 180               | 360            | 5,030          | Semifinales, perdió ante Kei Nishikori [10]      |
| 6     | 6   | Tomáš Berdych      | 4,780        | 360               | 180            | 4,600          | Cuartos de final, perdió ante Rafael Nadal [1]   |
| 7     | 8   | Andy Murray        | 4,040        | 180               | 90             | 3,950          | Tercera ronda, perdió Ante Santiago Giraldo [Q]  |
| 8     | 9   | Milos Raonic       | 2,580        | 45                | 90             | 2,625          | Tercera ronda, perdió ante Kei Nishikori [10]    |
| 9     | 10  | John Isner         | 2,555        | 45                | 90             | 2,600          | Tercera ronda, perdió ante David Ferrer [5]      |
| 10    | 12  | Kei Nishikori      | 2,440        | 180               | 600            | 2,860          | Final, perdió ante Rafael Nadal [1]              |
| 11    | 13  | Jo-Wilfried Tsonga | 2,370        | 180               | 45             | 2,235          | Segunda ronda, perdió ante Santiago Giraldo [Q]  |
| 12    | 14  | Grigor Dimitrov    | 2,200        | 90                | 90             | 2,200          | Tercera ronda perdió ante Tomáš Berdych [6]      |
| 13    | 15  | Fabio Fognini      | 2,190        | 10                | 10             | 2,190          | Primera ronda, perdió ante Alexandr Dolgopolov   |
| 14    | 17  | Tommy Haas         | 1,915        | 90                | 10             | 1,835          | Primera ronda, perdió ante Igor Sijsling [Q]     |
| 15    | 16  | Mijaíl Yuzhny      | 2,065        | 0                 | 45             | 2,110          | Segunda ronda, perdió ante Feliciano López       |
| 16    | 18  | Tommy Robredo      | 1,890        | 45                | 10             | 1,855          | Primera ronda, perdió ante Roberto Bautista-Agut |

*Stanislas Wawrinka sería el cabeza de serie N° 2 si es que Novak Djokovic se hubiera retirado del torneo días antes al sorteo del cuadro Masculino; por eso conserva el N° 3.
**David Ferrer sería el cabeza de serie N° 3 si Novak Djokovic y Roger Federer hubieran anunciado sus bajas respectivas al Torneo antes del sorteo del cuadro.

#### Bajas masculinas
| Ranking | Jugador               | Puntos Antes | Puntos a Defender | Puntos Ganados | Puntos Después | Baja debido a        |
| ------- | --------------------- | ------------ | ----------------- | -------------- | -------------- | -------------------- |
| 2       | Novak Djokovic        | 11,040       | 10                | 0              | 11,030         | Lesión en la muñeca  |
| 4       | Roger Federer         | 5,805        | 90                | 0              | 5,715          | Motivos Personales   |
| 7       | Juan Martín del Potro | 4,215        | 0                 | 0              | 4,215          | Lesión en la muñeca  |
| 11      | Richard Gasquet       | 2,545        | 10                | 0              | 2,535          | Lesión en la espalda |

- Ranking actualizado al 5 de mayo de 2014, los cabeza de series se hacen en base al ranking del 28 de abril de 2014.

### Dobles masculino
| Tenistas                        | Ranking | Preclasificado |
| Bob Bryan Mike Bryan            | 2       | 1              |
| Alexander Peya Bruno Soares     | 6       | 2              |
| Ivan Dodig Marcelo Melo         | 11      | 3              |
| Leander Paes Radek Štěpánek     | 16      | 4              |
| David Marrero Fernando Verdasco | 19      | 5              |
| Michaël Llodra Nicolas Mahut    | 26      | 6              |
| Daniel Nestor Nenad Zimonjić    | 29      | 7              |
| Łukasz Kubot Robert Lindstedt   | 34      | 8              |

- Ranking del 5 de mayo de 2014

### Individuales femenino

#### Sembradas
| Semb. | Rank. | Jugadora             | Puntos Antes | Puntos a Defender | Puntos Ganados | Puntos Después | Actuación en el Torneo                               |
| ----- | ----- | -------------------- | ------------ | ----------------- | -------------- | -------------- | ---------------------------------------------------- |
| 1     | 1     | Serena Williams      | 12,375       | 1,000             | 215            | 11,590         | Cuartos de final, se retiró ante Petra Kvitová [5]   |
| 2     | 2     | Na Li                | 7,265        | 5                 | 215            | 7,475          | Cuartos de final, perdió ante María Sharápova [8]    |
| 3     | 3     | Agnieszka Radwańska  | 5,980        | 80                | 390            | 6,290          | Semifinales, perdió ante María Sharápova [8]         |
| 4     | 5     | Simona Halep         | 4,695        | 5                 | 650            | 5,340          | Final, perdió ante María Sharápova [8]               |
| 5     | 6     | Petra Kvitová        | 4,295        | 80                | 390            | 4,605          | Semifinales, perdió ante Simona Halep [4]            |
| 6     | 7     | Jelena Janković      | 4,070        | 5                 | 65             | 4,130          | Segunda ronda, perdió ante Anastasiya Pavliuchenkova |
| 7     | 8     | Angelique Kerber     | 4,010        | 250               | 10             | 3,770          | Primera ronda, retiro ante Caroline Garcia [Q]       |
| 8     | 9     | María Sharápova      | 3,961        | 700               | 1000           | 4,261          | Campeona, venció a Simona Halep [4]                  |
| 9     | 10    | Dominika Cibulková   | 3,830        | 80                | 10             | 3,760          | Primera ronda, perdió ante Samantha Stosur           |
| 10    | 11    | Sara Errani          | 3,730        | 450               | 120            | 3,400          | Tercera ronda, perdió ante Caroline Garcia [Q]       |
| 11    | 12    | Ana Ivanovic         | 3,465        | 450               | 215            | 3,230          | Cuartos de final, perdió ante Simona Halep [4]       |
| 12    | 13    | Flavia Pennetta      | 3,295        | 5                 | 10             | 3,300          | Primera ronda, perdió ante Lucie Šafářová            |
| 13    | 15    | Caroline Wozniacki   | 2,730        | 5                 | 65             | 2,790          | Segunda ronda, perdió ante Roberta Vinci             |
| 14    | 14    | Carla Suárez Navarro | 2,780        | 80                | 120            | 2,820          | Tercera ronda, perdió ante Serena Williams [1]       |
| 15    | 16    | Sabine Lisicki       | 2,645        | 140               | 120            | 2,625          | Tercera ronda, perdió ante Simona Halep [4]          |
| 16    | 17    | Sloane Stephens      | 2,550        | 5                 | 120            | 2,665          | Tercera ronda, perdió ante Na Li [2]                 |

#### Bajas femeninas
| Ranking | Jugadora          | Puntos Antes | Puntos que Defender | Puntos Ganados | Puntos Después | Baja debido a    |
| ------- | ----------------- | ------------ | ------------------- | -------------- | -------------- | ---------------- |
| 4       | Victoria Azarenka | 5,441        | 80                  | 0              | 5,361          | Lesión en el pie |

- Ranking del 5 de mayo de 2014
- Sembradas en base al ranking del 28 de abril de 2014

### Dobles femenino
| Tenista                              | Ranking | Preclasificada |
| Hsieh Su-wei Peng Shuai              | 3       | 1              |
| Sara Errani Roberta Vinci            | 6       | 2              |
| Yekaterina Makárova Yelena Vesniná   | 11      | 3              |
| Květa Peschke Katarina Srebotnik     | 17      | 4              |
| Cara Black Sania Mirza               | 17      | 5              |
| Raquel Kops-Jones Abigail Spears     | 30      | 6              |
| Ala Kudriávtseva Anastasia Rodiónova | 38      | 7              |
| Julia Görges Anna-Lena Grönefeld     | 43      | 8              |

- Ranking del 21 de abril de 2014

## Campeones

### Individuales masculino
Rafael Nadal venció a  Kei Nishikori 2-6, 6-4, 3-0, ret.

### Individuales femenino
María Sharápova venció a  Simona Halep por 1-6, 6-2, 6-3.

### Dobles masculino
Daniel Nestor /  Nenad Zimonjić vencieron a  Bob Bryan /  Mike Bryan por 6-4, 6-2.

### Dobles femenino
Sara Errani /  Roberta Vinci vencieron a  Garbiñe Muguruza /  Carla Suárez Navarro por 6-4, 6-3.